# Akademie für Staats- und Rechtswissenschaft der DDR

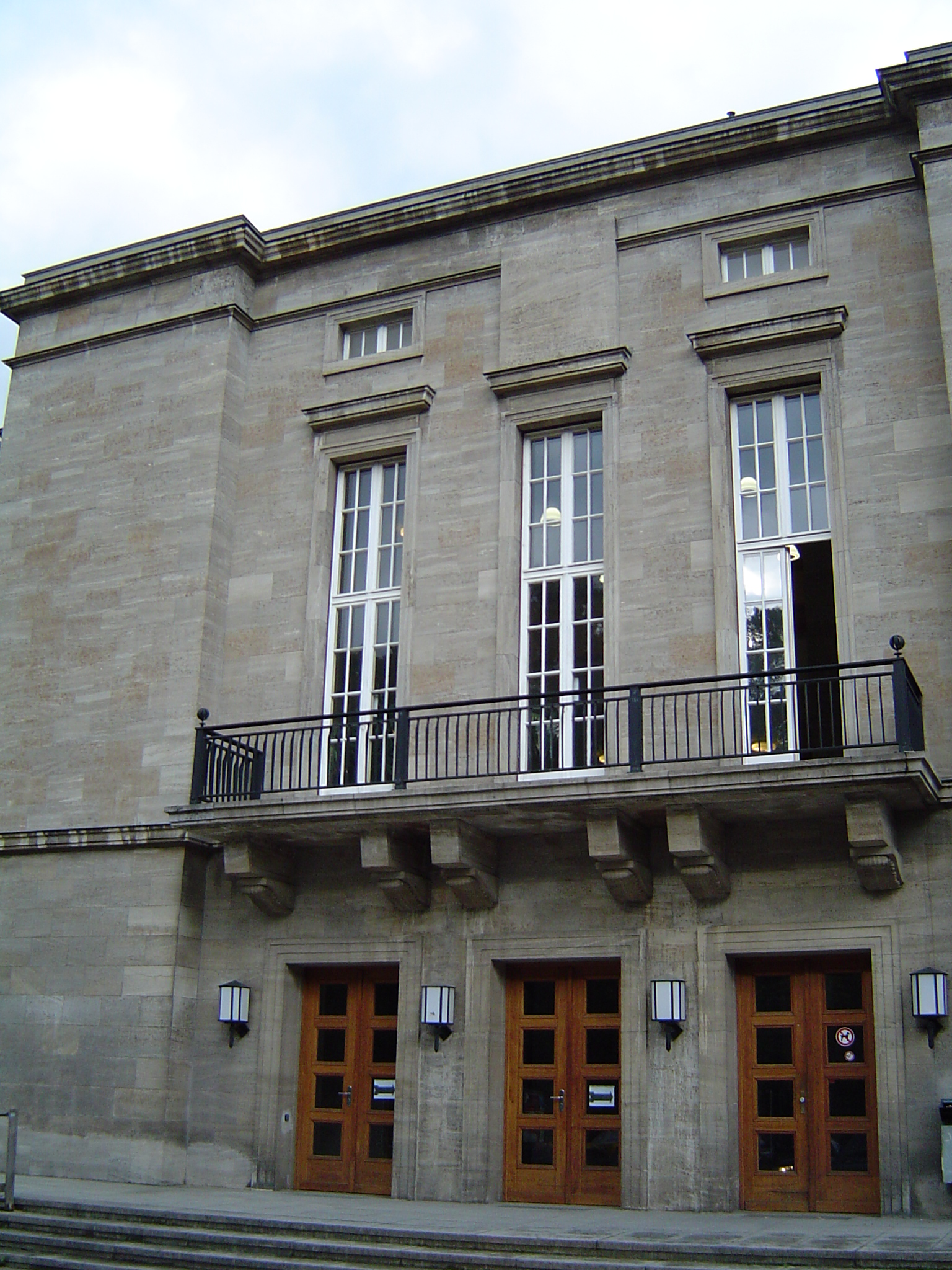
Akademie für Staats- und Rechtswissenschaft der DDR am Griebnitzsee, Front

Die Akademie für Staats- und Rechtswissenschaft der DDR (ASR) war eine Institution mit Sitz im Potsdamer Stadtteil Babelsberg am Griebnitzsee. Sie fungierte als marxistisch-leninistische Bildungseinrichtung für leitende Mitarbeiter im Staatsapparat, in der Verwaltung und im diplomatischen Dienst der Deutschen Demokratischen Republik. Sie war sowohl eine wissenschaftliche Einrichtung, eine Hochschule mit Promotionsrecht, wie auch eine Einrichtung zur Aus- und Weiterbildung.
Während des Bestehens wechselten neben den Aufgaben auch ihre Bezeichnung. Aus der ursprünglichen Deutschen Verwaltungsakademie wurde die Deutsche Akademie für Staats- und Rechtswissenschaft (DASR) „Walter Ulbricht“, die nach der Entmachtung Walter Ulbrichts 1973 in Akademie für Staats- und Rechtswissenschaft der DDR (ASR) umbenannt wurde. Diese Akademie ist nicht zu verwechseln mit der ebenfalls in Potsdam, in Golm angesiedelten ehemaligen Hochschule des Ministeriums für Staatssicherheit.

## Geschichte
Vorgänger der Einrichtung war die 1948 im brandenburgischen Forst Zinna entstandene Deutsche Verwaltungsakademie, deren erster Leiter Peter Alfons Steiniger war. In den Anfangsjahren gehörte der Jurist Götz Berger zum Kreis der Dozenten. 1950 erhielt die Akademie den Zusatz-Namen Walter Ulbricht.
Die DVA wurde 1953 mit der erst 1952 gegründeten Deutschen Hochschule für Justiz in Potsdam-Babelsberg vereinigt. Im Jahr 1959 wurde auch das Deutsche Institut für Rechtswissenschaft angegliedert. 1950 eröffnete die DVA ein Kinderheim, in dem vor allem alleinstehende Studierende ihre Kinder für die Zeit des Studiums unterbringen konnten, das 1953 wie die Akademie von Forst Zinna nach Potsdam umzog und in der nahen Babelsberger Stubenrauchstraße seine Heimatstätte fand.
Mit der Gründung der Akademie entstand eine Konkurrenzinstitution zu den entsprechenden alten rechtswissenschaftlichen Universitätsfakultäten. Sie stand unter direkter politischer Kontrolle und galt mit ihrem politisierten Lehrbetrieb in der Ulbricht-Ära bald als Quasi-Parteihochschule der SED.
In den ersten Jahren war die Ausbildung von nach 1945 in ihre Funktionen eingesetzten Führungskräften (Kadern) eine zentrale Aufgabe. Dabei war die Hochschulreife keine Voraussetzung für die Aufnahme eines zweijährigen Studiums, das auch als Fernstudium absolviert werden konnte. Am Ende stand der Abschluss als Diplom-Staatswissenschaftler.
Zwischen 1953 und 1963 stand dagegen die juristische Ausbildung im Zentrum. Nach der Einführung des „Neuen Ökonomischen System der Planung und Leitung“ (NÖSPL) 1963 endete die Juristenausbildung – allerdings blieb die Promotion und Habilitation weiterhin möglich. Danach wurde die Weiterbildung von führenden Beschäftigten im Staatsapparat, die Aus- und Weiterbildung von Angehörigen des diplomatischen Dienstes und die rechtswissenschaftliche Forschung Aufgabe der Akademie.
Die Einrichtung wurde danach direkt dem Ministerrat der DDR unterstellt. Sie gliederte sich in drei Institute.
- Institut für rechts- und staatswissenschaftliche Forschung
- Institut für Weiterbildung leitender Mitarbeiter staatlicher Organe
- Institut für Internationale Beziehungen

1965 übergab die DASR das weiterbestehende Kinderheim der Stadt Potsdam, die es bis 1993 weiterbetrieb und dann dem Kinder und Jugendhilfeverbund „Eva Laube“, einer Einrichtung des Evangelischen Jugend- und Fürsorgewerks, übertrug.
Im Zuge der Umstrukturierung des Bildungswesens wurden auch die Aufgaben der Akademie durch eine „Akademiereform“ erweitert. Sie wurde zur zentralen Forschungseinrichtung im Gebiet der Rechts- und Staatswissenschaften. Der Absetzung Ulbrichts im Mai 1971 folgte nach dem VIII. Parteitag der SED im Juni 1971 das Verschwinden des von ihm propagierten Leitbilds der „sozialistischen Menschengemeinschaft“ aus der marxistisch-leninistischen Theorie und die Tilgung des Adjektivs „deutsch“ aus den Bezeichnungen staatlicher Institutionen. Der Ministerrat entfernte am 31. Januar 1973 „Walter Ulbricht“ aus dem Namen der Akademie und ersetzte „deutsche“ durch „der DDR“. Ohne förmliche Begründung löste im März 1973 Gerhard Schüßler den bisherigen Rektor Reiner Arlt ab. Die Vorrangrolle der Akademie endete im selben Jahr mit der Gründung von staats- und rechtswissenschaftlichen Institutionen bei der Akademie der Wissenschaften der DDR. Im Zusammenhang mit den Veränderungen im Hochschulbereich der DDR wurde auch die Akademie umstrukturiert. Sie wurde in vier Sektionen aufgeteilt:
- Theorie des sozialistischen Staates und seines Rechts
- wissenschaftliche Grundlagen des Gesamtsystems der sozialistischen staatlichen Führung
- sozialistische Rechtspflege
- Rechtsfragen der zentralen Planung und Leitung der sozialistischen Volkswirtschaft durch den Staat.

### Struktur in den 1980er Jahren
Diese Angleichung an die Strukturen der Hochschulen wurde später wieder aufgegeben. Es bestanden in den 1980er Jahren drei Sektionen (Marxismus-Leninismus, Staatsrecht und staatliche Leitung, Straf-, Zivil-, Arbeits- und Agrarrecht) sowie vier Institute (Internationale Beziehungen, Staats- und Rechtstheorie, Ausländisches Recht und Rechtsvergleichung, Verwaltungsorganisation und Bürotechnik).
Im Zuge ihrer Weiterbildung sollten die führenden Mitarbeiter des Staatsapparates alle zwei Jahre an einem etwa einmonatigen Lehrgang teilnehmen. In einem Zweijahresstudium wurde auf die Übernahme einer führenden Funktion vorbereitet. Außerdem bot die Akademie zuletzt ein vierjähriges Hochschulstudium auf Delegierungsbasis, mit dem Abschluss als Diplomstaatswissenschaftler an. Auch ein berufsbegleitendes Fernstudium war möglich.
Die Akademie verfügte über eine große Spezialbibliothek mit 350.000 Bänden. Diese stand, wie auch ein Informations- und Rechenzentrum, auch den staatlichen Institutionen zur Beschaffung von staatsrechtlichen Informationen zur Verfügung.
Sie wurde nach der deutschen Wiedervereinigung Ende 1990 unter dem Namen „Hochschule für Recht und Verwaltung“ abgewickelt. Zwei Sektionen gingen 1991 als Fachbereich Rechtswissenschaft in der Brandenburgischen Landeshochschule auf.
Die Mensa, das Seminargebäude, das Sprachgebäude und das Hörsaalgebäude im Park Babelsberg am Griebnitzsee wurden 2008 abgerissen. Drei Wohnheimgebäude von 1950/51, sogenannte Laubenganghäuser, werden noch genutzt und sollen bis mindestens 2040 erhalten bleiben.

## Rektoren
- Hermann Kleyer (1952–1955)
- Herbert Kröger (1955–1964)
- Rainer Arlt (1966–1972)
- Gerhard Schüßler (1972–1984)
- Horst Steeger (1984–1990)